# Чемпионат мира по спортивному ориентированию 2019
Чемпионат мира по спортивному ориентированию 2019 (англ. Nokian Tyres World Orienteering Championships 2019) — 36-й чемпионат мира, который пройдет с 12 августа по 17 августа 2019 года в городе Эстфолл, Норвегия. Чемпионат мира по ориентированию будет проводиться 4-й раз в Норвегии. 
Вы найдете Эстфолл в юго-восточной части Норвегии недалеко от шведской границы. Эстфолл имеет уникальные районы, если вы любите походы в лес,
посетите идиллический город, посетите туристические достопримечательности. Это первый чемпионат мира, где медали будут разыграны только по лесным дисциплинам.

## Программа соревнований
| 11.08.2019 | Воскресенье | Прибытие                       | Quality Hotel Sarpsborg |
| 12.08.2019 | Понедельник | Церемония открытия             | Центр города Сарпсборг  |
| 13.08.2019 | Вторник     | Квалификация средняя дистанция | Кнатудфьелле            |
| 14.08.2019 | Среда       | Финал длинная дистанция        | Мёрк                    |
| 15.08.2019 | Четверг     | День отдыха                    |                         |
| 16.08.2019 | Пятница     | Финал средней дистанции        | Мёрк                    |
| 17.08.2019 | Суббота     | Эстафета                       | Мёрк                    |

## Районы соревнований

### Средняя дистанция квалификация (Кнатудфьелле)
Типичный ледниковый рельеф с холмами от севера к югу. Относительно крутые и детализированные
склоны, с общей разницей в высоте около 50 метров. Сухие вершины холмов с открытым сосновым лесом, который имеет хорошую
видимость и проходимость. Долины с более плотной, еловой и смешанной растительностью и некоторыми болотами.

### Длинная дистанция, средняя дистанция финал, эстафета (Мёрк)
Местность холмистая и детализированная, с относительно небольшими перепадами высот в восточной части
и с небольшим количеством более высоких холмов в западной части. Общий перепад высот около 60 м. В основном хорошая проходимость и
средняя видимость. В некоторых местах земля покрыта относительно высоким вереском. Сосновый лес на вершинах холмов
и еловая или смешанная растительность в нижних частях.

## Параметры дистанций

### Средняя дистанция квалификация
|                                  | Женщины | Мужчины |
| -------------------------------- | ------- | ------- |
| Длина (км)                       | 3,9     | 4,2     |
| Набор высоты (м)                 | 160     | 190     |
| Количество КП                    | 13      | 14      |
| Ожидаемое время победителя (мин) | 25      | 25      |

### Длинная дистанция
|                                  | Женщины | Мужчины |
| -------------------------------- | ------- | ------- |
| Длина (км)                       | 11,7    | 16,6    |
| Набор высоты (м)                 | 300     | 530     |
| Количество КП                    | 21      | 26      |
| Ожидаемое время победителя (мин) | 80      | 98      |

### Средняя дистанция финал
|                                  | Женщины | Мужчины |
| -------------------------------- | ------- | ------- |
| Длина (км)                       | 5,5     | 6,1     |
| Набор высоты (м)                 | 225     | 255     |
| Количество КП                    | 20      | 23      |
| Ожидаемое время победителя (мин) | 35      | 35      |

### Эстафета
|                                  | Женщины (1-2-3 этапы) | Мужчины (1-2-3 этапы) |
| -------------------------------- | --------------------- | --------------------- |
| Длина (км)                       | 4.8 /4.8/5.1          | 6.0/6.0/6.5           |
| Набор высоты (м)                 | 155                   | 195                   |
| Количество КП                    | 12                    | 15-16                 |
| Ожидаемое время победителя (мин) | 31/31/33              | 32/32/35              |

## Страны участницы
- Австралия
- Австрия
- Аргентина
- Беларусь
- Бельгия
- Болгария
- Бразилия
- Великобритания
- Венгрия
- Германия
- Гонконг
- Дания
- Израиль
- Ирландия
- Испания
- Италия
- Канада
- КНДР
- Китай
- Кипр
- Колумбия
- Латвия
- Литва
- Северная Македония
- Молдова
- Нидерланды
- Новая Зеландия
- Норвегия
- Польша
- Португалия
- Республика Корея
- Россия
- Румыния
- Сербия
- Словакия
- Словения
- США
- Турция
- Украина
- Финляндия
- Франция
- Хорватия
- Чехия
- Швейцария
- Швеция
- Эстония
- ЮАР
- Япония

## Результаты

#### Мужчины
| Дата       | Золото        | Серебро        | Бронза         | Дисциплина        |
| ---------- | ------------- | -------------- | -------------- | ----------------- |
| 14.08.2019 | Олав Лунданес | Каспер Фоссер  | Даниэль Хубман | Длинная дистанция |
| 16.08.2019 | Олав Лунданес | Густав Бергман | Магне Дэли     | Средняя дистанция |

#### Женщины
| Дата       | Золото              | Серебро          | Бронза                       | Дисциплина        |
| ---------- | ------------------- | ---------------- | ---------------------------- | ----------------- |
| 14.08.2019 | Туве Александерссон | Лина Странд      | Симона Аберсольд             | Длинная дистанция |
| 16.08.2019 | Туве Александерссон | Симона Аберсольд | Наталья Гемперле Венла Харви | Средняя дистанция |

#### Эстафеты
| Дата       | Золото                                                               | Серебро                                                             | Бронза                                                                  | Дисциплина         |
| ---------- | -------------------------------------------------------------------- | ------------------------------------------------------------------- | ----------------------------------------------------------------------- | ------------------ |
| 17.08.2019 | Швеция · 1. Йохан Рунессон · 2. Эмиль Свенск · 3. Густав Бергман     | Финляндия · 1. Алекси Ниеми · 2. Элиас Куукка · 3. Миика Кирмула    | Франция · 1. Николас Рио · 2. Фредерик Траншанд · 3. Лукас Бассет       | Эстафета (мужчины) |
| 17.08.2019 | Швеция · 1. Лина Странд · 2. Туве Александерссон · 3. Каролин Олссон | Швейцария · 1. Сабина Хаусвирт · 2. Симона Аберсольд · 3. Юлия Якоб | Россия · 1. Анастасия Рудная · 2. Татьяна Рябкина · 3. Наталья Гемперле | Эстафета (женщины) |

## Медальный зачет
| Место | Страна    | Золото | Серебро | Бронза | Всего |
| ----- | --------- | ------ | ------- | ------ | ----- |
| 1     | Швеция    | 4      | 2       | 0      | 6     |
| 2     | Норвегия  | 2      | 1       | 1      | 4     |
| 3     | Швейцария | 0      | 2       | 2      | 4     |
| 4     | Финляндия | 0      | 1       | 1      | 2     |
| 5     | Россия    | 0      | 0       | 2      | 2     |
| 6     | Франция   | 0      | 0       | 1      | 1     |
| Всего | Всего     | 6      | 6       | 7      | 19    |